# Гесс, Рихард Александр
Рихард Александр Гесс (1835—1916) — видный немецкий учёный-лесовод, педагог, профессор.

## Биография
Сын политика. Выпускник факультета лесного хозяйства Лесной академии в Ашаффенбурге, позже изучал право и естественные науки в Гёттингенском университете.
В течение 10-ти лет работал помощником лесничего.
С 1869 г. — профессор лесной политики, лесной технологии, лесоохранения и лесовозращения Гисенского университета. Преподавал до выхода на пенсию в 1910 году.
С 1887 по 1888 год — ректор.
В 1882 г. создал и руководил НИИ леса.
Самая известная работа Гессе, опубликованная в 1878 г. «Лесозащита», которая сразу после опубликования нашла международное признание в Германии и до начала Первой мировой войны переиздавалась четыре раза, была переведена на английский, французский, итальянский, русский и японский языки.
Автор ряда трудов по лесоводству. Кроме того, написал много ценных для науки работ (испытания действия пороха и динамита на пнях при корчевании, корчевальных машин, разного рода пил и культурных орудий, удобрений в питомниках и т. п.).
Статьи Гесса публиковались в различных специальных лесохозяйственных журналах.

## Основные сочинения
- «Ueber die Organisation des forstlichen Versuchswesens» (1869);
- «Der Wald und die Forstwirthschaft im Kanton Zug» (1871);
- «Grundriss zu Vorlesungen über Encyclopädie und Methodologie der Forstwissenschaft» (1873); * «Die forstliche Unterrichtsfrage» (1874);
- «Grundriss zu Vorlesungen über Forstbenutzung und Forsttechnologie» (1876);
- «Der Forstschutz» (1876—1878, 2-е изд. 1887—1890);
- «Der forstwissenschaftliche Unterricht an der Universität Glessen in Vergangenheit und Gegenwart» (1881);
- «Ueber den Umfang und die Bedeutung der Forstwissenschaft als Universitäts Disciplin» (1882);
- «Lebensbilder herworragender Forstmänner und in das Forstwesen verdienter Mathematiker, Naturforscher und Nationalökonomen» (1882—1885);
- «Die Eigenschaften und das forstliche Verhalten der wichtigeren in Deutschland vorkommenden Holzarten» (1883);
- «Encyklopädie und Methodologie der Forstwissenschaft» (2 неоконч. части, 1885—1888);
- «Ueber Waldschutz und Schutzwald» (1888) и другие.